# Glaphyrus maurus
Glaphyrus maurus är en skalbaggsart som beskrevs av Carl von Linné 1758. Glaphyrus maurus ingår i släktet Glaphyrus och familjen Glaphyridae. Inga underarter finns listade i Catalogue of Life.